# Miltiades Iatrou
Miltiades Iatrou fue un ciclista griego. Compitió en los Juegos Olímpicos de Atenas 1896.
Iatrou participó en el evento de los 87 kilómetros de ruta, que unía las ciudades de Atenas y Maratón. No se ubicó dentro de los mejores tres ciclistas, sin ser claro la posición de la tabla general en la que finzalizó.
- Datos: Q1184648